# Aurana actiosella
Aurana actiosella är en fjärilsart som beskrevs av Walker 1863. Aurana actiosella ingår i släktet Aurana och familjen mott. Inga underarter finns listade i Catalogue of Life.